# Johnny Cash
Johnny (J.R.) Cash (Kingsland (Arkansas), 26 februari 1932 – Nashville (Tennessee), 12 september 2003) was een Amerikaanse countryzanger, gitarist, singer-songwriter, acteur en auteur. Hij werd wereldwijd bekend als The Man in Black (De man in het zwart) en viel op door zijn diepe baritonstem.
Hij was een van de invloedrijkste zangers, zowel binnen als buiten het country-genre. Zo belandde Johnny Cash in Rolling Stone op de 31e plaats van de honderd grootste artiesten aller tijden.
Hij was van 1954 tot 1966 getrouwd met Vivian Liberto en vanaf 1968, tot aan haar dood, met June Carter Cash, die op 15 mei 2003 overleed. Johnny Cash stierf vier maanden later (12 september) op 71-jarige leeftijd in het Baptist Hospital in Nashville aan de gevolgen van diabetes (suikerziekte).

## Jeugd

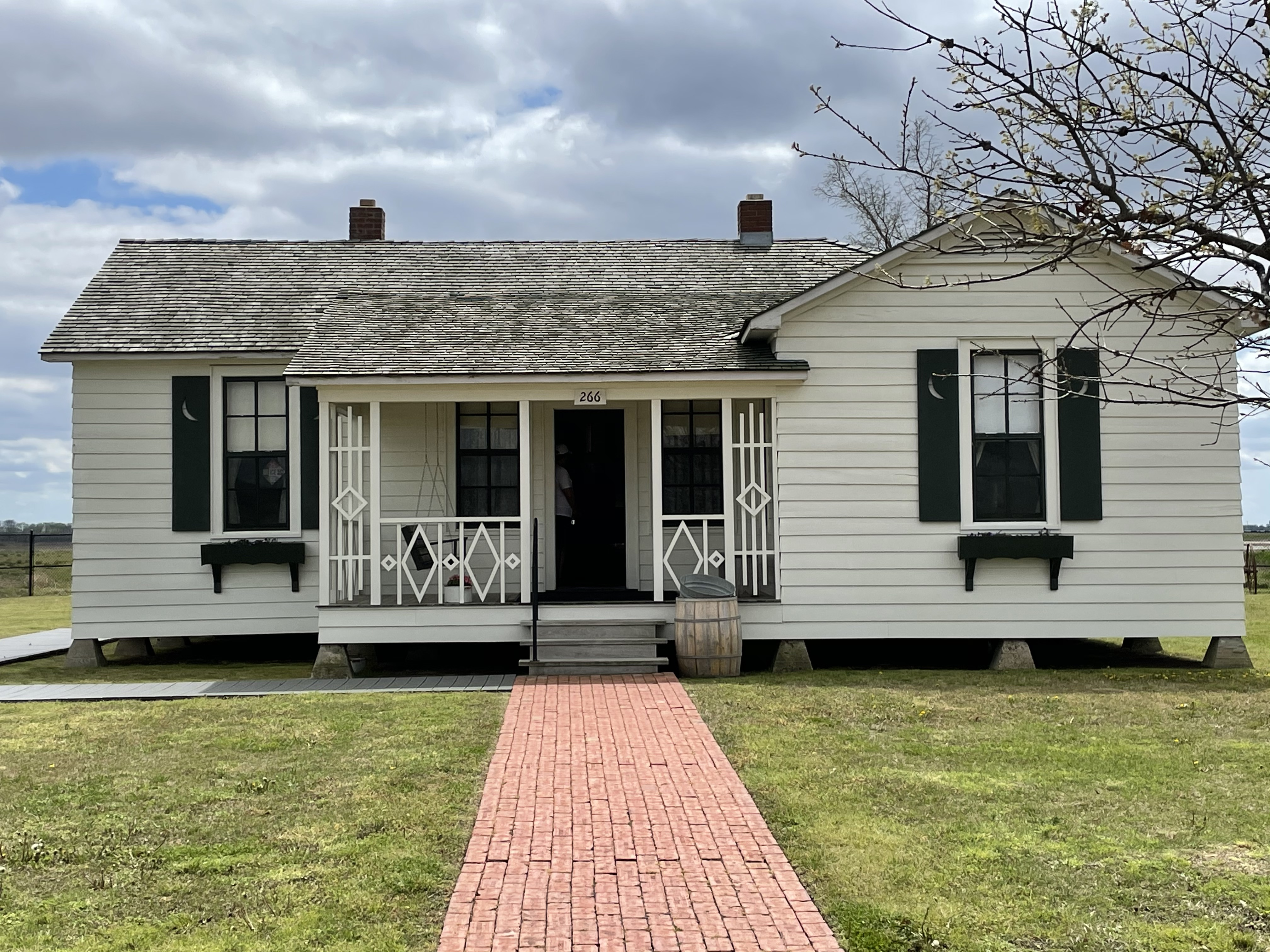
Johnny Cash Boyhood Home in Dyess, Arkansas)

Johnny Cash werd op 26 februari 1932 geboren als J.R. Cash, zoon van Ray Cash een katoenboer in Kingsland, een plaatsje in Arkansas. Zijn moeder Carrie was volgens de familie een Cherokee-Indiaanse. Cash bracht zijn jeugd door in Dyess Colony een plaatsje in Arkansas ten westen van de Mississippi, waar een museum ter ere van hem is ingericht. De familie kende veel tegenslagen, zoals overstromingen van de plantage, veroorzaakt door een buiten zijn oevers tredende Mississippi. Een broer van J.R. kwam om het leven door een ongeluk met een cirkelzaag. J.R. luisterde in zijn jeugd wel naar de radio, maar geld voor een gitaar was er niet. Via de gitaar van een vriendje leerde hij toch gitaarspelen. Op 18-jarige leeftijd probeerde hij in Memphis werk te vinden, maar had weinig succes, waarna hij besloot voor 4 jaar te tekenen bij de United States Air Force. Omdat zijn voornaam alleen uit initialen bestond, diende hij zijn naam te wijzigen. Het werd John R. Cash. Na zijn opleiding in San Antonio, waar hij zijn latere echtgenote Vivian Liberto leerde kennen, werd Cash gestationeerd in Landsberg in West-Duitsland. Daar koopt hij zijn eerste gitaar. Na vier jaar diensttijd keert Cash terug naar San Antonio, waar hij trouwt met Vivian Liberto. Samen verhuizen zij weer naar Memphis, waar Cash een cursus tot diskjockey volgt.

## Muziek
Op twaalfjarige leeftijd schreef Cash zijn eerste liedjes, geïnspireerd door de countrymuziek die hij hoorde op de radio. In Memphis speelt  Cash 's avonds in een trio, met de gitarist Luther Perkins en de bassist Marshall Grant. In 1955 probeerde de groep auditie te doen bij Sun Records. Na enkele mislukte audities vroeg de oprichter van Sun Records, Sam Phillips, of hij met iets commerciëlers wilde terugkomen. Dat werd zijn debuut en eerste hit, het nummer Hey Porter. Sam Phillips veranderde zijn naam (Bij geboorte kreeg hij alleen initialen: J.R., maar toen hij in dienst kwam werd dit veranderd in John R. Cash, want in dienst werden letters niet als naam geaccepteerd) in Johnny Cash en Perkins en Grant heetten vanaf toen The Tennessee Two. Daarna volgden Folsom Prison Blues en zijn eerste grote hit, I Walk the Line, eind 1956. I Walk the Line stond zes weken lang op nummer één in de Country top Five, waarna de single in de Pop top 20 belandde.
In november 1957 verscheen zijn eerste lp, Johnny Cash with His Hot and Blue Guitar, wat hem de eerste artiest maakte bij Sun met zijn eigen elpee. Johnny Cash wilde ook graag een gospelalbum uitbrengen, maar Sun wees zijn verzoeken af. Mede daarom en een ruzie over de royalty's, vertrok Cash in 1958 naar Columbia Records. Sun bracht daarna nog tot in de jaren zestig niet eerder uitgebracht materiaal van Cash uit.
In 1960 werd The Tennessee Two uitgebreid tot The Tennessee Three, met de komst van de drummer W.S. Holland. Door een slopend toerschema van 300 shows per jaar, stortte Cash in en raakte hij verslaafd aan amfetamine. In 1963 hielp June, toen nog de vrouw van Carl Smith, die een van zijn drinkvrienden was, hem er weer bovenop. Ze schreef een van zijn bekendste nummers, Ring of Fire, samen met Merle Kilgore.
Cash is nooit veroordeeld tot een gevangenisstraf, maar belandde wel enkele malen in een politiecel. Zo zat hij 1965 een nacht in een cel wegens huisvredebreuk: hij had dronken bloemen geplukt in de tuin van vreemden. Tijdens deze 'overnachting' brak hij zijn teen toen hij door trappen tegen de tralies deze probeerde te forceren.
In 1966 scheidde hij van Liberto, met wie hij vier dochters had en vertrok naar Nashville. In de lente van 1968 trouwde hij met June Carter. Zij werd zijn inspiratie die hem door de donkere periodes in zijn leven hielp. Samen kregen ze op 3 maart 1970 een zoon, John Carter Cash. Vanaf de jaren zestig nam hij met June enkele nummers op, waaronder Long legged guitar pickin' man en Jackson. Hij trad vanaf toen veel op in gevangenissen, waarvan drie live-lp's gemaakt zijn:
- 1968 - Johnny Cash At Folsom Prison
- 1969 - Johhny Cash at San Quentin
- 1972 - På Österåker

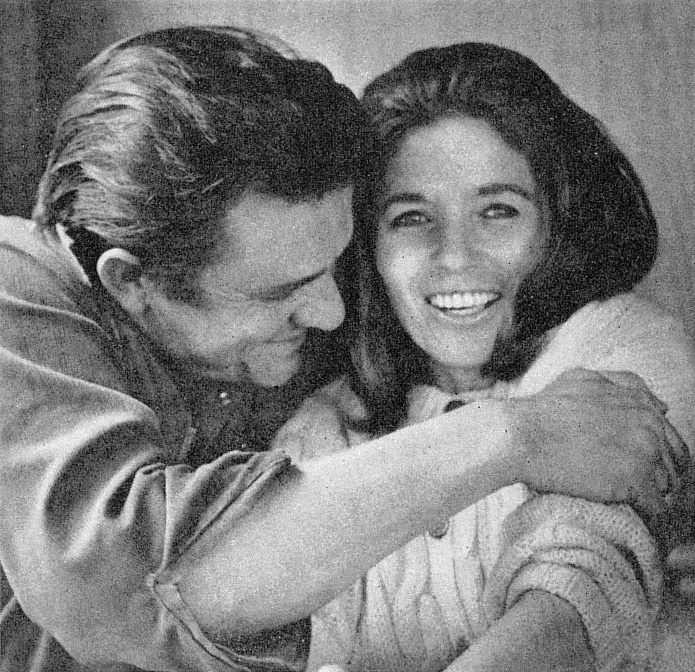
Cash met zijn tweede vrouw June Carter in 1969

Op het voorlaatste album stond onder andere zijn wereldhit A Boy Named Sue (een strijd van een vader en zoon), waarschijnlijk als een verwijt naar zijn eigen vader over de dood van zijn oudere broer Jack. In 1969 deed hij mee op Bob Dylans country-album Nashville Skyline en kreeg hij zijn eigen televisieshow bij de ABC, the Johnny Cash Show, die liep tot 1971. Dominee Billy Graham was er een vaak geziene gast. In 1972 schreef Cash een lied over "de Rit van Paul Revere".
Gedurende de jaren zeventig maakten hij en zijn vrouw zich sterk voor de rechten van Indianen en gevangenen. In 1975 verscheen zijn autobiografie Man in Black.
Samen met Waylon Jennings, Willie Nelson en Kris Kristofferson begon hij de gelegenheidsband the Highwaymen. In 1986 liet Columbia Records hem vallen en tekende Cash een contract met Mercury.
In 1993 tekende hij een contract bij American Recordings van Rick Rubin. Zijn eerste album aldaar, American Recordings, werd geproduceerd door Rubin en naast zijn eigen nummers legde hij ook een aantal covers vast, onder andere van Leonard Cohen en Neil Diamond. Het was een groot succes bij de critici en introduceerde Cash bij een jong alternatief publiek. Hierna volgde Unchained in 1996, met Tom Petty & the Heartbreakers als begeleidingsband en composities van onder andere Beck en Soundgarden. Ondertussen kwakkelde zijn gezondheid meer en meer. Eind 2002 werd American IV: the Man comes Around uitgebracht, het vierde studioalbum bij American Recordings. Met zijn laatste single Hurt (acht jaar eerder geschreven en uitgevoerd door Trent Reznor met diens band Nine Inch Nails op het album The Downward Spiral) scoorde hij zijn laatste grote hit voor zijn overlijden. De bijgaande videoclip werd bekroond met een Grammy Award en genomineerd voor een MTV Video Music Award. De single van Cash bereikte de 39ste plaats in de Britse hitlijst en de achtste plaats in de VG-Lista van Noorwegen.
Het huis waar Cash met zijn vrouw woonde tot zijn dood, dat ook decor was voor de videoclip, brandde op 10 april 2007 volledig af, na renovatiewerken. Het huis was op dat moment eigendom van Bee Gees-zanger Barry Gibb.
Cash heeft een grote invloed gehad op de muziek van met name artiesten en bands als U2, Bob Dylan en Nick Cave.

## Man in Black

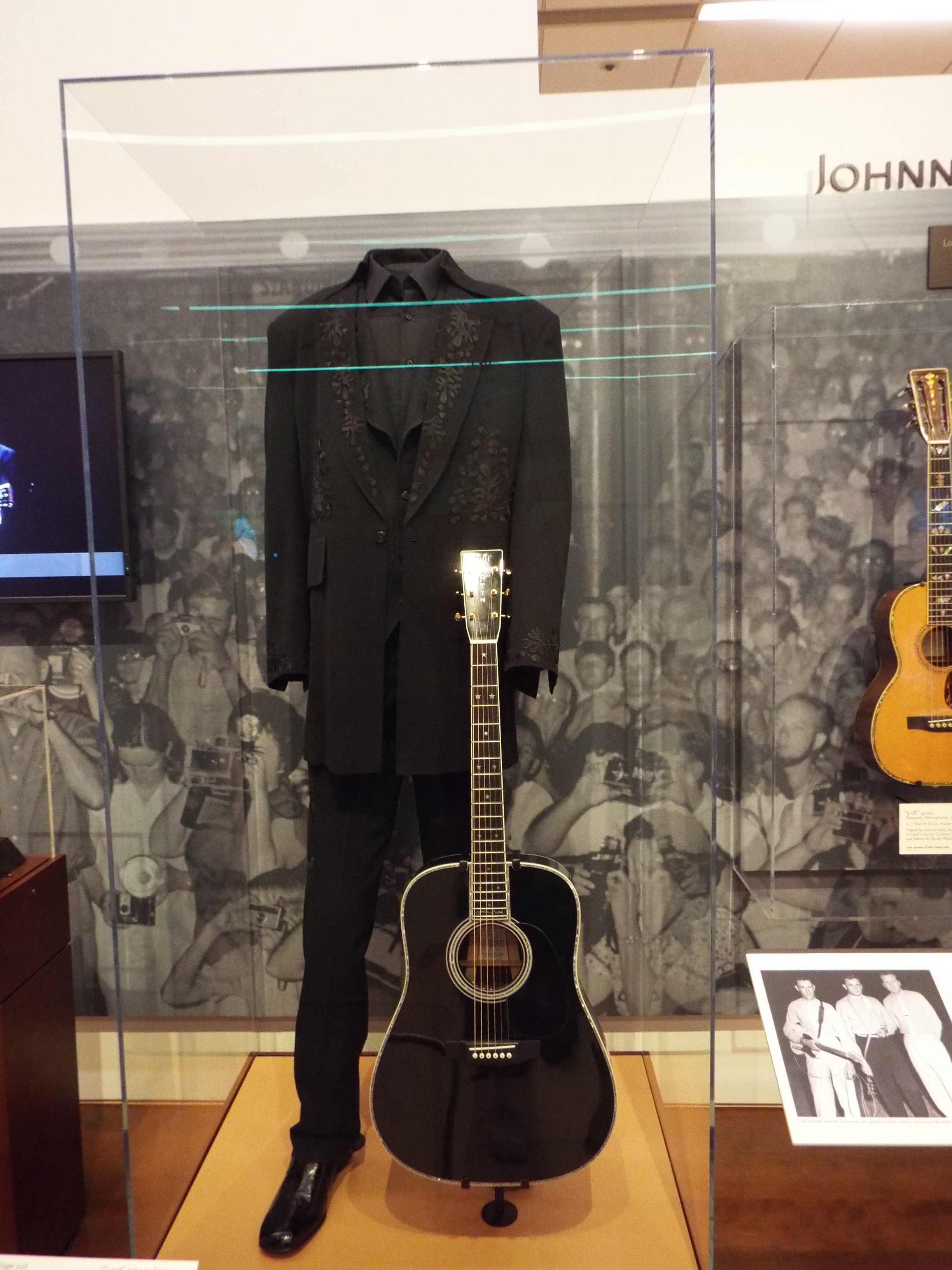
Phoenix-Musical Instrument Museum tentoonstelling gewijd aan Johnny Cash

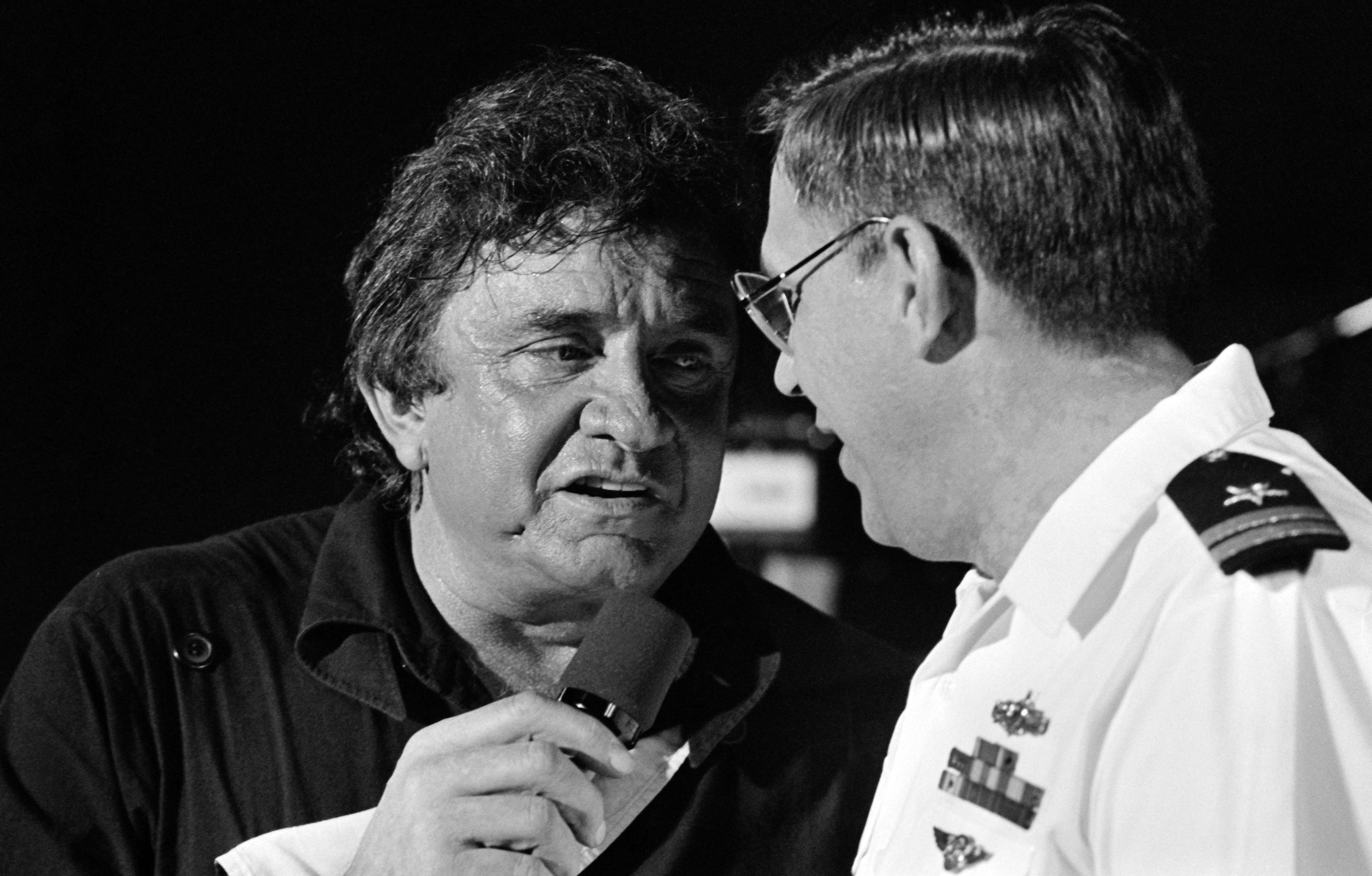
Cash (in het zwart) in 1987

In 1971 bracht Cash zijn album Man in Black uit. Typerend voor Cash (naast de donkere baritonstem) werden de zwarte pakken, die hem, zeker vanaf de glamoureuze seventies, een eigen identiteit gaven. Het ontwerp van zijn pakken was van de cultmodeontwerpers Nudie Cohn en zijn schoonzoon Manuel Cuevas, pakken die bekend werden als Nudie suites. Het gebruik van goedkope zwarte kleding dateerde echter al uit de jaren 1950, toen Cash met Luther Perkins en Marshall Grant regelmatig in kerken optraden en gevraagd werden stemmige kleding te dragen. In de jaren 1970 ontstaat de countryrock, als een counterbeweging met onder meer voortrekkers als Gram Parsons, die op zijn beurt met de flamboyante pakken van de Nudies de hippiebeweging inspireert. De Nudie suits waren sinds begin jaren 1960 al zeer populair bij Country & Western artiesten, zoals een ontwerp voor Porter Wagoner met een royaal gebruik van strass-steentjes en afbeeldingen in kettingsteekborduurwerk. Cash koos als contrast voor zwarte pakken. In 1971 bezingt Cash in de titelsong van zijn album het waarom van zijn donkere kostuums, waarin hij zijn solidariteit betuigt met de arme bevolkinggroepen en de verschoppelingen.

## Drank en drugs
Vanaf het eind van de jaren vijftig had Cash alcohol- en drugsproblemen, door de druk van het lange toeren. Hij kwam meermalen in aanraking met justitie, onder andere wegens het smokkelen van amfetamine naar El Paso. Aangezien later bleek dat het 'slechts' voorgeschreven medicijnen waren die hij verstopt had in zijn gitaarkoffer, kreeg hij een voorwaardelijke straf.

## Geloof
Nadat hij zijn drugsverslaving te boven was gekomen, herwon Cash ook zijn christelijk geloof. June Carter Cash betekende veel voor zowel zijn fysieke als mentale gesteldheid. Terugkijkend op die periode zei Cash dat zij en God zijn leven hadden gered. Het christelijk geloof speelde een grote rol in het leven van Johnny Cash. In 1973 kwam het album The Gospel Road uit, de soundtrack van de gelijknamige film waarin het leven van Jezus wordt verhaald. Cash was in de film, geproduceerd door Billy Graham, de verteller die toelichting gaf bij de verschillende scènes van het verhaal van Jezus' leven. In 1975 verscheen zijn autobiografie Man in Black, waarin hij openhartig over zijn turbulente leven en latere bekering schreef. De Nederlandse uitgave van deze biografie verscheen in 1976 bij uitgeverij Kok onder de titel Johnny Cash persoonlijk. Naast deze autobiografie schreef Cash ook de roman The man in white, waarin hij het verhaal vertelde van Saulus van Tarsus.

## Patriot
Cash had grote bewondering voor de geschiedenis van zijn land en de hoofdrolspelers van die geschiedenis, inclusief de oorspronkelijke bewoners van Amerika, de indianen. De Verenigde Staten hadden er in de ogen van Cash voor gezorgd dat hij kansen kreeg. Als zoon van een arme katoenboer groeide hij uit tot een gevierd artiest. Zijn uitspraken over Amerika werden door links en rechts geaccepteerd. Hij was sinds 1972 te gast bij alle presidenten op het Witte Huis. Voor de 200ste verjaardag van de Verenigde Staten schreef hij Ragged Old Flag, over de vlag die het symbool is voor de Verenigde Staten in de afgelopen 200 jaar.

## Erkenning
In 1977 werd hij opgenomen in zowel de Songwriters Hall of Fame als de Nashville Songwriters Hall of Fame en in 1980 werd Cash als jongste artiest ooit opgenomen in de Country Music Hall of Fame. Verder volgden nog opnames in de Rock and Roll Hall of Fame (1992), in America's Old Time Country Music Hall of Fame (1995) en postuum in de Gospel Music Hall of Fame (2010) en de Memphis Music Hall of Fame (2013).

## Verfilming
In 2005-2006 kwam de film Walk the Line uit in de bioscoop. Deze Hollywood-film vertelt het leven van Johnny Cash achter de zogenaamde glitter en glamour. De film is genoemd naar Cash' eerste grote hit en geregisseerd door James Mangold. Joaquin Phoenix vervult de rol van de zanger, Reese Witherspoon speelt June Carter. Zij ontving hiervoor een Oscar.

## Discografie
Onderstaand overzicht geeft de uitgebrachte albums van Cash weer.
| - Johnny Cash and His Hot and Blue Guitar - Johnny Cash Sings the Songs That Made Him Famous - The Fabulous Johnny Cash - Greatest (ondanks dat de titel anders doet vermoeden is dit geen best-of) - Hymns by Johnny Cash - Songs of Our Soil - Johnny Cash Sings Hank Williams - Ride This Train - Now There Was A Song - Now, Here's Johnny Cash - Hymns from the Heart - The Sound of Johnny Cash - All Aboard the Blue Train - Blood, Sweat and Tears - Ring of Fire - The Christmas Spirit - Keep on the Sunny Side - I Walk the Line - The Original Sun Sound of Johnny Cash - Bitter Tears: Ballads of the American Indian - Orange Blossom Special - Ballads of the True West - Mean as Hell - Everybody Loves a Nut - Happiness is You - Johnny Cash & June Carter: Jackson - Johnny Cash's Greatest Hits - Carryin' on with Cash and Carter | - From Sea to Shining Sea - Johnny Cash At Folsom Prison - The Holy Land - Johnny Cash At San Quentin - At Madison Square Garden - Welcome to Europe Johnny Cash - Original Golden Hits, Volume I - Original Golden Hits, Volume II - Story Songs of the Trains and Rivers - Got Rhythm - Johnny Cash Sings Folsom Prison Blues - The Blue Train - Johnny Cash Sings the Greatest Hits - Johnny Cash and June Carter Cash: Jackson - Johnny Cash: The Legend - The Walls of a Prison - Sunday Down South - Showtime - Hello, I'm Johnny Cash - The Singing Storyteller - The World of Johnny Cash - Johnny Cash Sings I Walk the Line - The Rough Cut King of Country Music - The Johnny Cash Show - I Walk the Line - Movie Soundtrack - Little Fauss and Big Halsy - Movie Soundtrack - Man in Black - Johnny Cash and Jerry Lee Lewis Sing Hank Williams - Johnny Cash: The Man, His World, His Music - The Johnny Cash Collection: Greatest Hits Volume II - Understand Your Man - Original Golden Hits, Volume III - A Thing Called Love - Give My Love to Rose - America - The Johnny Cash Songbook - Christmas: The Johnny Cash Family - The Gospel Road - Any Old Wind That Blows - Now, There Was a Song - The Fabulous Johnny Cash - Johnny Cash and His Woman - Sunday Morning Coming Down - Ballads of the American Indian - Ragged Old Flag - Five Feet High and Rising - The Junkie and the Juicehead Minus Me - Johnny Cash Sings Precious Memories - The Children's Album - John R.Cash - Johnny Cash at Osteraker Prison - Look at Them Beans - Strawberry Cake - One Piece at a Time - Destination Victoria Station - The Last Gunfighter Ballad - The Rambler - I Would Like to See You Again - Greatest Hits, Volume III - Gone Girl | - General Lee - Johnny Cash - Silver - A Believer Sings the Truth - Rockabilly Blues - Classic Christmas - The Baron - Encore - The Survivors - A Believer Sings the Truth, Volume I - The Adventures of Johnny Cash - Johnny Cash - Biggest Hits - Johnny 99 - Songs of Love and Life - I Believe - Highwayman - Rainbow - Class of '55: Cash, Perkins, Orbison & Lewis - Heroes: Johnny Cash and Waylon Jennings - Believe in Him - Johnny Cash: Columbia Records 1958-1986 - Johnny Cash is Coming to Town - Classic Cash - Water From the Wells of Home | - Johnny Cash: Patriot - Boom Chicka Boom - Johnny Cash: The Man in Black 1954-1958 - Best of Johnny Cash - The Mystery of Life - Johnny Cash: The Man in Black 1959-1962 - Come Along and Ride this Train - The Essential Johnny Cash - American Recordings - Highwaymen: The Road Goes on Forever - Unchained - Johnny Cash: The Hits - VH1 Storytellers: Johnny Cash and Willie Nelson - Johnny Cash at Folsom Prison and San Quentin - Johnny Cash: Crazy Country - Johnny Cash: Timeless Inspiration - Johnny 99 - The Man in Black: His Greatest Hits - I Walk the Line: The Very Best of Johnny Cash - Johnny Cash: Super Hits - Johnny Cash and Carl Perkins: I Walk the Line/Little Fauss and Big Halsy - Just As I Am - Rockabilly Blues - Cash on Delivery: A Tribute - The Legendary Johnny Cash - Johnny Cash and June Carter Cash: It's All in the Family - Sixteen Biggest Hits - Return to The Promised Land - Love, God and Murder - At San Quentin - A Living Legend - Super Hits - American III: Solitary Man | - Sixteen Biggest Hits: Volume II - Hurt - Roads Less Traveled - Essential Johnny Cash - Twentieth Century Masters - The Millennium Collection: The Best of Johnny Cash - American IV: The Man Comes Around - Kindred Spirits: Tribute to Johnny Cash - Dressed In Black: A Tribute to Johnny Cash - Unearthed (Box Set) - A Concert: Behind Prison Walls - Christmas with Johnny Cash - Live Recordings from the Louisiana Hayride - My Mother's Hymn Book - The Legend of Johnny Cash - Cash the Legend - Personal File - Johnny Cash & June Carter Cash 16 Biggest Hits - American V: A Hundred Highways - American VI: Ain't No Grave - Out Among the Stars |

## Hitlijsten

### Albums
| Album met eventuele hitnotering(en) in de Nederlandse Album Top 100 | Datum van verschijnen | Datum van binnenkomst | Hoogste positie | Aantal weken | Opmerkingen     |
| ------------------------------------------------------------------- | --------------------- | --------------------- | --------------- | ------------ | --------------- |
| At San Quentin                                                      | 1972                  | 11 maart 1972         | 3               | 10           | Livealbum       |
| Star portrait                                                       | 1972                  | 18 maart 1972         | 13              | 6            | Verzamelalbum   |
| The very best of Johnny Cash                                        | 1972                  | 25 maart 1972         | 17              | 2            | Verzamelalbum   |
| Ring of fire                                                        | 1972                  | 15 april 1972         | 15              | 5            |                 |
| A thing called love                                                 | 1972                  | 13 mei 1972           | 14              | 5            |                 |
| Give my love to Rose                                                | 1972                  | 8 juli 1972           | 14              | 3            | met June Carter |
| The best of Johnny Cash                                             | 1977                  | 30 juli 1977          | 9               | 13           | Verzamelalbum   |
| American III - Solitary man                                         | 2000                  | 4 november 2000       | 93              | 1            |                 |
| American IV - The man comes around                                  | 5 november 2002       | 23 november 2002      | 59              | 7            |                 |
| Man in black - The very best of Johnny Cash                         | 29 september 2003     | 18 oktober 2003       | 96              | 1            | Verzamelalbum   |
| The legend                                                          | 2006                  | 11 februari 2006      | 21              | 12           |                 |
| Walking the line: The legendary sun recordings                      | 2006                  | 18 maart 2006         | 68              | 4            |                 |
| Personal file                                                       | 26 mei 2006           | 27 mei 2006           | 74              | 1            |                 |
| American V - A hundred highways                                     | 30 juni 2006          | 8 juli 2006           | 17              | 16           |                 |
| American VI - Ain't no grave                                        | 26 februari 2010      | 27 februari 2010      | 2               | 14           |                 |
| Bootleg Vol. II                                                     | 18 februari 2011      | 26 februari 2011      | 64              | 1            |                 |
| The legend                                                          | 5 november 2010       | 9 april 2011          | 83              | 3            |                 |
| Bootleg vol IV - The soul of truth                                  | 30 maart 2012         | 7 april 2012          | 94              | 1            |                 |
| Out among the stars                                                 | 25 maart 2014         | 29 maart 2014         | 2               | 12           |                 |

| Album met hitnotering(en) in de Vlaamse Ultratop 200 albums | Datum van verschijnen | Datum van binnenkomst | Hoogste positie | Aantal weken | Opmerkingen   |
| ----------------------------------------------------------- | --------------------- | --------------------- | --------------- | ------------ | ------------- |
| Ring of fire - The legend of Johnny Cash                    | 14 november 2005      | 11 februari 2006      | 31              | 28           | Verzamelalbum |
| Personal file                                               | 2006                  | 10 juni 2006          | 93              | 2            |               |
| American V - A hundred highways                             | 2006                  | 8 juli 2006           | 5               | 17           |               |
| American VI - Ain't no grave                                | 19 februari 2010      | 27 februari 2010      | 14              | 14           |               |
| The legend of Johnny Cash                                   | 3 februari 2012       | 18 februari 2012      | 27              | 16           | Verzamelalbum |
| Out among the stars                                         | 24 maart 2014         | 29 maart 2014         | 5               | 30           |               |

### Singles
| Single met eventuele hitnotering(en) in de Nederlandse Top 40 | Datum van verschijnen | Datum van binnenkomst | Hoogste positie | Aantal weken | Opmerkingen                 |
| ------------------------------------------------------------- | --------------------- | --------------------- | --------------- | ------------ | --------------------------- |
| A boy named Sue                                               | 1969                  | 30 augustus 1969      | 14              | 6            | Nr. 13 in de Single Top 100 |
| A thing called love                                           | 1972                  | 25 maart 1972         | 6               | 10           | Nr. 6 in de Single Top 100  |
| Kate                                                          | 1972                  | 17 juni 1972          | tip2            | -            | met Tennessee Three         |
| The chicken in black                                          | 1984                  | 6 oktober 1984        | tip18           | -            | Nr. 48 in de Single Top 100 |
| I will dance with you                                         | 1985                  | 27 juli 1985          | tip16           | -            | met Karen Brooks            |

| Single met hitnotering(en) in de Vlaamse Ultratop 50 | Datum van verschijnen | Datum van binnenkomst | Hoogste positie | Aantal weken | Opmerkingen                |
| ---------------------------------------------------- | --------------------- | --------------------- | --------------- | ------------ | -------------------------- |
| A thing called love                                  | 1972                  | 29 april 1972         | 13              | 9            | Nr. 6 in de Radio 2 Top 30 |
| Kate                                                 | 1972                  | 22 juli 1972          | 29              | 1            | Nr. in de Radio 2 Top 30   |
| She used to love me a lot                            | 2014                  | 1 februari 2014       | tip43           | -            |                            |

### NPO Radio 2 Top 2000
| Nummers met noteringen in de NPO Radio 2 Top 2000 | '99  | '00  | '01  | '02  | '03 | '04  | '05  | '06  | '07 | '08  | '09  | '10  | '11  | '12 | '13 | '14  | '15  | '16  | '17  | '18  | '19  | '20  | '21  | '22  | '23  | '24  |
| ------------------------------------------------- | ---- | ---- | ---- | ---- | --- | ---- | ---- | ---- | --- | ---- | ---- | ---- | ---- | --- | --- | ---- | ---- | ---- | ---- | ---- | ---- | ---- | ---- | ---- | ---- | ---- |
| A Boy Named Sue                                   | 1471 | -    | 1296 | 1408 | 619 | 743  | 961  | 640  | 676 | 707  | 526  | 441  | 406  | 216 | 326 | 467  | 400  | 493  | 525  | 508  | 502  | 588  | 620  | 673  | 760  | 877  |
| A thing called love                               | 1325 | 1240 | 1299 | 1642 | 842 | 1420 | 1474 | 1100 | 945 | 1108 | 1390 | 1063 | 1040 | 698 | 862 | 1199 | 1232 | 1630 | 1544 | 1263 | 1227 | 1441 | 1358 | 1461 | 1603 | 1942 |
| Folsom Prison Blues                               | -    | -    | -    | -    | -   | -    | -    | -    | -   | -    | -    | -    | -    | -   | -   | -    | -    | 556  | 658  | 396  | 412  | 554  | 485  | 526  | 552  | 632  |
| Hurt                                              | ×    | ×    | ×    | -    | -   | -    | -    | -    | -   | -    | 168  | 118  | 43   | 29  | 17  | 29   | 26   | 28   | 20   | 22   | 31   | 40   | 41   | 47   | 54   | 60   |
| I Walk the Line                                   | -    | -    | -    | -    | -   | -    | -    | -    | -   | -    | -    | -    | -    | -   | -   | -    | -    | 435  | 426  | 329  | 307  | 402  | 424  | 511  | 543  | 612  |
| One                                               | ×    | -    | -    | -    | -   | -    | -    | -    | -   | -    | -    | -    | -    | -   | -   | -    | -    | -    | -    | 1403 | 1587 | 1850 | 1726 | 1953 | -    | -    |
| Ring of Fire                                      | 1136 | -    | 1058 | 1103 | 682 | 555  | 658  | 325  | 386 | 451  | 269  | 228  | 199  | 195 | 199 | 258  | 246  | 293  | 319  | 251  | 243  | 241  | 267  | 297  | 336  | 381  |
| San Quentin                                       | -    | -    | -    | -    | -   | -    | -    | -    | -   | -    | -    | -    | -    | -   | -   | -    | -    | 1426 | 1339 | 1212 | 1122 | 1131 | 1335 | 1507 | 1434 | 1660 |
| Solitary Man                                      | ×    | -    | -    | -    | -   | -    | -    | -    | -   | -    | -    | -    | -    | -   | -   | -    | -    | -    | -    | -    | 1938 | -    | -    | -    | -    | -    |

1. ↑  Een '-' betekent dat het nummer niet was genoteerd, een '×' betekent dat het nummer nog niet was uitgebracht en een vetgedrukt getal geeft de hoogste notering van een nummer aan.

### Evergreen Top 1000
| Evergreen Top 1000 "Hurt - Johnny Cash" | Evergreen Top 1000 "Hurt - Johnny Cash" | Evergreen Top 1000 "Hurt - Johnny Cash" | Evergreen Top 1000 "Hurt - Johnny Cash" | Evergreen Top 1000 "Hurt - Johnny Cash" | Evergreen Top 1000 "Hurt - Johnny Cash" | Evergreen Top 1000 "Hurt - Johnny Cash" | Evergreen Top 1000 "Hurt - Johnny Cash" | Evergreen Top 1000 "Hurt - Johnny Cash" | Evergreen Top 1000 "Hurt - Johnny Cash" | Evergreen Top 1000 "Hurt - Johnny Cash" | Evergreen Top 1000 "Hurt - Johnny Cash" | Evergreen Top 1000 "Hurt - Johnny Cash" | Evergreen Top 1000 "Hurt - Johnny Cash" | Evergreen Top 1000 "Hurt - Johnny Cash" | Evergreen Top 1000 "Hurt - Johnny Cash" | Evergreen Top 1000 "Hurt - Johnny Cash" |
| Jaar                                    | 2008                                    | 2009                                    | 2010                                    | 2011                                    | 2012                                    | 2013                                    | 2014                                    | 2015                                    | 2016                                    | 2017                                    | 2018                                    | 2019                                    | 2020                                    | 2021                                    | 2022                                    | 2023                                    |
| --------------------------------------- | --------------------------------------- | --------------------------------------- | --------------------------------------- | --------------------------------------- | --------------------------------------- | --------------------------------------- | --------------------------------------- | --------------------------------------- | --------------------------------------- | --------------------------------------- | --------------------------------------- | --------------------------------------- | --------------------------------------- | --------------------------------------- | --------------------------------------- | --------------------------------------- |
| Positie                                 | -                                       | -                                       | -                                       | -                                       | -                                       | -                                       | -                                       | -                                       | -                                       | -                                       | -                                       | -                                       | -                                       | 363                                     | 277                                     | 306                                     |